# Florence Shotridge
Florence Scundoo Shotridge ( Tlingit, 1882–1917) foi uma etnógrafa nativa do Alasca, educadora de museus e tecelã. De 1911 a 1917, ela trabalhou para o Museu de Arqueologia e Antropologia da Universidade da Pensilvânia (o Museu da Pensilvânia). Em 1905, ela demonstrou a tecelagem Chilkat na Lewis and Clark Centennial Exposition em Portland, Oregon. Em 1916, ela codirigiu com seu marido Louis Shotridge (Tlingit, ca. 1882–1937) uma expedição de coleta ao sudeste do Alasca que foi financiada pelo magnata do varejo e administrador do Penn Museum John Wanamaker.
Em 1913, Florence e Louis Shotridge foram co-autores de um artigo etnográfico intitulado "Indians of the Northwest" que apareceu no Museum Journal da Universidade da Pensilvânia . Na mesma edição, Florence Shotridge publicou de forma independente um artigo intitulado "A vida de uma garota indígena Chilkat", no qual discutia os costumes da puberdade para meninas Tlingit quando elas se tornavam mulheres e as expectativas Tlingit para o comportamento feminino.

## Infância e educação

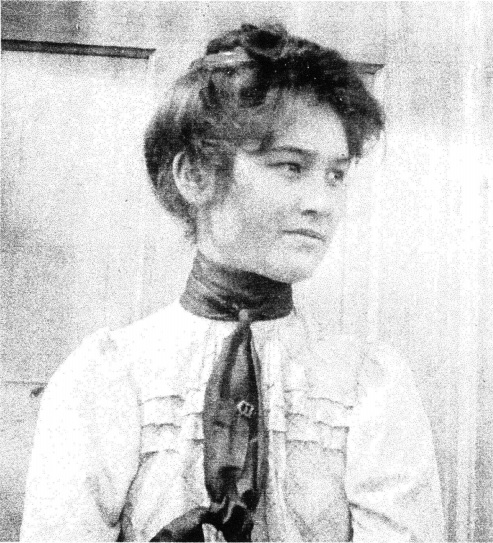
Florence Shotridge aos 17 anos em Haines, Alasca.

Florence "Suzie" Scundoo (Kaatxwaaxsnéi) nasceu em Haines, Alasca, em 1882. Seu pai era um xamã de alto escalão do clã da casa da montanha de Chilkat, e ela veio da metade Raven. Seu nome Tlingit, Kaatxwaaxsnéi, referia-se a uma cerimônia realizada em uma ocasião especial, quando os anciãos do clã misturavam abalone em pó e conchas de moluscos com tabaco para ser fumado. De sua mãe, Florence aprendeu as artes da tecelagem Chilkat e do trabalho com miçangas.
Durante quatro anos, Scundoo frequentou a Escola Missionária Presbiteriana em Haines, onde se destacou em canto e piano, além de aprender a falar inglês. Foi nessa escola que Florence conheceu Louis Shotridge, seu colega de classe, que também pertencia a uma família Chilkat de alto escalão. Desde sua infância, os pais de Florence já haviam prometido que ela se casaria com Louis. Eles se casaram em 25 de dezembro de 1902.
Florence nasceu e cresceu na cidade de Haines, que também foi o local de seu falecimento posteriormente. A cidade experimentou um crescimento significativo durante a   Corrida do Ouro de Klondike em 1896. Sua localização estratégica no panhandle do Alasca permitia que os Chilkat Tlingit atuassem como intermediários entre os grupos costeiros e os do interior. Durante a juventude de Florence, Haines testemunhou um aumento no número de turistas em busca de artesanato nativo do Alasca, impulsionando a economia da cidade. Além disso, a indústria de conservas, que esgotava os estoques locais de salmão, também desempenhou um papel importante na economia da região.
O governo dos EUA, que comprou o Alasca da Rússia em 1867, proibiu o uso da língua Tlingit e promoveu o inglês. A partir de 1878, os missionários presbiterianos estabelecidos em Haines buscaram promover os objetivos sociais do governo dos Estados Unidos. Além de disseminar o cristianismo entre os povos nativos, eles também buscaram promover a educação em inglês e difundir os costumes anglo-americanos. Essas circunstâncias são essenciais para entender como Florence, ao frequentar a escola missionária por quatro anos, em contraste com Louis, que frequentou por apenas 17 meses, conseguiu desenvolver um domínio relativamente forte do inglês falado e escrito. Isso ocorreu numa época em que muitas pessoas de Chilkat não possuíam conhecimento do idioma inglês.

## Exposição do Centenário de Lewis e Clark
O governador do Alasca, John Brady, encontrou Florence Shotridge em 1905, quando ela morava em Haines. Neste período, ele estava em busca de uma mulher indígena habilidosa em tecelagem Chilkat para representar o Alasca na Exposição do Centenário de Louis e Clark em Portland, Oregon. Era necessário que a escolhida falasse inglês para se comunicar com os visitantes desta feira. Brady escolheu Florence Shotridge, uma das poucas mulheres de Chilkat que sabia tecer e falar inglês fluentemente, por ela ter aprendido na escola missionária presbiteriana.
Florence Shotridge participou da Exposição do Centenário com seu marido Louis, que trouxe vários itens de artesanato Tlingit com a ideia de vendê-los a colecionadores. Em Portland conheceram George Byron Gordon, diretor do Penn Museum, que estava planejando uma viagem ao Alasca para comprar materiais. Os Shotridges desenvolveram um relacionamento com Gordon, que comprou deles 49 objetos do Alasca para o Museu da Pensilvânia.

## Carreira

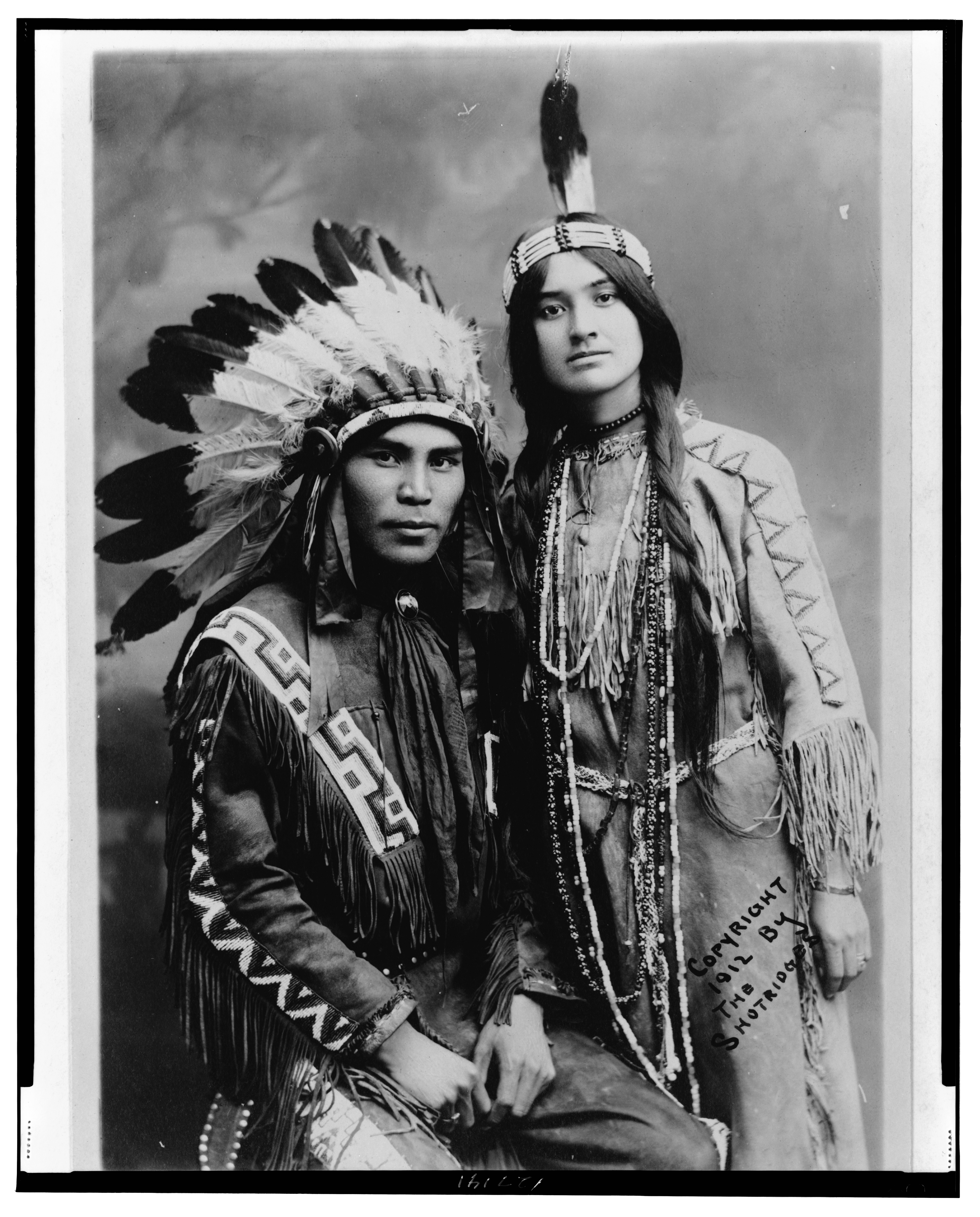
Florence Shotridge com seu marido, Louis, vestida com roupas dos índios das planícies.

Após o fim da Exposição de Lewis e Clark terminou, Florence e Louis Shotridge não tinham ocupação fixa no local e tiveram uma série de empregos temporários durante os anos de 1906 a 1913. Na época, eles contrataram um tutor para melhorar suas habilidades em inglês. O casal se juntou à Exposição de Artesanato Indígena de Antonio Apache em Los Angeles em 1906, bem como a uma variedade de outras feiras de artesanato indígena. Eles se apresentaram com uma companhia itinerante de ópera indígena em 1911, com Florence tocando piano e Louis cantando em barítono. Eles também participaram da Exposição Mundial em Cincinnati em 1912.
Em 1912, Florence e Louis Shotridge viajaram por Nova York e depois Filadélfia, onde se hospedaram com o antropólogo Frank Speck, da Universidade da Pensilvânia . O diretor do Penn Museum, George Byron Gordon, contratou Louis Shotridge de forma temporária e, depois, em 1915, deu-lhe um emprego em tempo integral como curador assistente e catalogador da seção americana do Penn Museum . Florence trabalhou no Museu como voluntária, ajudando Louis em seu trabalho e orientando grupos de crianças em passeios pelo museu. Ela frequentemente se vestia com roupas indígenas das planícies (não do noroeste) para atrair os visitantes que a chamavam de "princesa indiana". Essa representação errônea do seu próprio povo é ponto de inúmeras controvérsias sobre seu papel enquanto representante dessa cultura para o povo branco. Enquanto isso, Louis teve aulas na Wharton School of Business, onde pretendia desenvolver habilidades como empreendedor que poderia usar no Alasca.
Quando o Penn Museum iniciou a expansão de seus programas de divulgação pública, Florence e Louis Shotridge apresentavam costumes dos nativos americanos para os visitantes do Penn Museum. As fotografias mostram que Florence e Louis Shotridge às vezes usavam roupas dos índios das planícies, com couro, miçangas e decorações de penas, que eram bem diferentes das roupas Tlingit do Alasca. Florence, em particular, costumava conduzir grupos de crianças em idade escolar pelo museu enquanto se vestia com roupas de nativos americanos.
Em 1916, Florence e Louis Shotridge partiram para o Alasca em uma viagem de coleta financiada pelo magnata do varejo e filantropo da Filadélfia, John Wanamaker . A Expedição Shotridge foi a primeira expedição antropológica liderada por nativos americanos. A expedição confiou a Louis e Florence a tarefa de coletar objetos etnográficos e reunir informações detalhadas sobre mitos e crenças religiosas. Por causa da tuberculose que havia contraído anos antes, Florence passou essa viagem com problemas de saúde e acabou morrendo em Haines, Alasca, em uma casa que os Shotridges haviam construído.

## Publicações
Com seu marido Louis Shotridge, Florence Shotridge publicou um pequeno estudo etnográfico intitulado "Indians of the Northwest" no Museum Journal da Universidade da Pensilvânia em 1913. Seu estudo atraiu a atenção do estudioso francês Poutrin, que publicou uma resenha no Journal de la Société des Américanistes . Esta revista antropológica francesa foi a publicação da Société des Américanistes (Sociedade dos Americanistas), fundada em 1895, que continua a florescer hoje sob a égide do Musée du Qual Branly Jacques Chirac em Paris. Poutrin elogiou seu artigo por descrever a cultura material Tlingit, incluindo a construção de casas, e a cultura familiar, incluindo a organização de clãs totêmicos.
O artigo sobre "Indians of the Northwest" citou Louis Shotridge como o primeiro autor. No entanto, com base em sua prosa, a antropóloga Maureen E. Milburn concluiu que sua verdadeira escritora foi Florence Shotridge, "cujo estilo claro e expositivo era diferente do de seu marido".
Shotridge também publicou um pequeno artigo intitulado "The Life of a Chilkat Indian Girl" na mesma edição de 1913 do Museum Journal . O estudioso francês Dr. Poutrin elogiou este artigo por mostrar "a alma do índio escondida de estranhos". Florence Shotridge afirmou neste texto que a sociedade de Chilkat fortemente desencorajava as meninas de falar alto e valorizava o silêncio e o decoro nas mulheres. Ela descreveu como as meninas na puberdade passavam por um período de treinamento de quatro a doze meses, durante o qual se dedicavam à reclusão, ao jejum, ao treinamento de boas maneiras e à instrução na fabricação de roupas ou objetos cerimoniais. No final desse período, as mulheres adotaram o costume de "sair", vestidas com um manto de couro com capuz, para sinalizar a entrada na feminilidade. Florence Shotridge concluiu seu ensaio observando que, com o aparecimento de missionários cristãos, que desaprovavam essas práticas, os costumes que ela descrevia estavam desaparecendo.

## Tecelagem: O Cobertor Chilkat
Florence Shotridge era uma habilidosa tecelã, escultora e fabricante de cestos que aprendeu as artes tradicionais de Chilkat com sua mãe. Em 1905, enquanto morava em Haines, Alasca, ela conheceu John G. Brady (governador do Alasca de 1897 a 1906), que procurava nativos do Alasca para representar as tradições culturais do estado na Exposição do Centenário de Lewis e Clark de 1905 em Portland, Óregon. Brady recrutou Florence Shotridge para demonstrar a tecelagem Chilkat, já que ela era a única em sua tribo que falava inglês, e convidou seu marido Louis para descrever as máscaras e tinturas Tlingit.
Foi nessa exposição que os Shotridges conheceram George Byron Gordon, diretor do Penn Museum, que mais tarde contratou Louis na Filadélfia em 1912. Louis Shotridge, que sobreviveu a Florence por vinte e dois anos, publicou mais de uma dúzia de artigos etnográficos e tornou-se objeto de muitos estudos acadêmicos. Ainda assim, nas palavras da antropóloga Elizabeth P. Seaton, "foi, de fato, a habilidade de Florence na tecelagem que deu início ao relacionamento dos Shotridge com o mundo do comércio antropológico".
Florence Shotridge começou a tecer o cobertor em Portland e terminou a peça em Los Angeles na Indian Crafts Exhibition. Ela fez o próprio cobertor com casca de cedro e com lã que fiou de cinco cabras montesas selvagens. A tinta preta veio da casca do abeto, e a cor amarela vibrante foi extraída de um musgo amarelo encontrado apenas no Alasca. O musgo é difícil de extrair e, portanto, o corante que vem dele é raro e caro. O padrão no cobertor imitava o emblema da família de seu pai, ou totem . Mais tarde, em entrevista ao jornal conhecido como The North American, ela relatou que passou oito meses tecendo a manta, gastando em média seis horas por dia trabalhando nela. Ela também avaliou o cobertor em $ 1.500.
Em 1911, Louis Shotridge pediu ao diretor do Penn Museum, George Byron Gordon, que comprasse o cobertor Chilkat que Florence levou muitos meses para tecer, primeiro na Lewis and Clark Exposition e depois em Los Angeles (onde ela o completou). Gordon recusou, mas em 1914, o antropólogo Edward Sapir (que trabalhou no Penn Museum até 1910) comprou o cobertor de Florence. Na época, Sapir era chefe da divisão de antropologia do Victoria Memorial Museum de Ottawa . Conhecido hoje como Canadian Museum of History, esta instituição em Ottawa preserva a manta de Florence Shotridge como "Chilkat Robe", Artefato VII-A-131 . O mesmo museu também preserva uma descrição do cobertor, chamado "The Tina Blanket", que Florence escreveu. Em seu relato, ela descreveu sua iconografia, que incluía o brasão do urso pardo da casa de seu pai.
O Penn Museum possui um cobertor Chilkat inacabado que Florence Shotridge começou a tecer. É feito de lã e casca de cedro e data de 1912.

## Morte e legado
Na época em que Florence e Louis Shotridge partiram para a expedição financiada por Wanamaker ao Alasca em 1916, Florence Shotridge estava lutando contra um caso de tuberculose que havia contraído muitos anos antes. Ela morreu vários meses depois, em Haines, em 1917. " Minnehaha está morta", declarou um obituário que apareceu em um jornal da Filadélfia, chamando-a pelo nome da personagem feminina central no poema épico de Henry Wadsworth Longfellow de 1855, Hiawatha .
Como o cineasta mexicano Pablo Helguera demonstrou em um documentário em vídeo chamado What in the World, que ele produziu sobre o Penn Museum em 2010, o trabalho de Florence Shotridge atendeu amplamente ao público não nativo. Com seu marido Louis, Helguera argumentou, Florence Shotridge estava "jogando com as expectativas dos outros quanto ao que constitui a indianidade" e dessa forma que "representou os desejos anglo-americanos de uma ordem pura e imaculada".
Escrevendo em 2001, a antropóloga Elizabeth Seaton observou que Florence Shotridge, durante sua curta carreira no Penn Museum depois de 1912, tinha sido um "'museu indiano' - uma espécie de exibição etnográfica viva" que cultivou estereótipos sobre os nativos americanos como alternadamente primitivos, exótico e erótico. Sua auto-encenação da vida nativa americana abstrata e generalizada para o público do museu, combinada com sua carreira como colecionadora de objetos artísticos e culturais nativos do Alasca para um museu distante, dotou sua carreira como etnógrafa e performer de ambiguidade e até controvérsia.